# Baeoura perductilis
Baeoura perductilis là một loài ruồi trong họ Limoniidae. Chúng phân bố ở miền Cổ bắc.